# Élancourt Templiers
Élancourt Templiers (español: Templarios de Élancourt) es un equipo de fútbol americano de Élancourt, Isla de Francia (Francia). 
Compite en la división Casco de Diamante del Campeonato de Francia de Fútbol Americano, que es la máxima categoría nacional, equivalente a la Primera División (la Segunda División se denomina Casco de Oro, y la Tercera Casco de Plata). 

## Historia
El equipo fue fundado en 1986 con la denominación de Montigny-le-Bretonneux Cormorans. En 1992 cambia de nombre a Saint-Quentin-en-Yvelines Templiers, y en 1993 al actual Elancourt Templiers.
En 2008 quedó subcampeón del Casco de Diamante y en 2005 disputó la final de la Copa de la EFAF.